# ジョゼフ・マジリエ

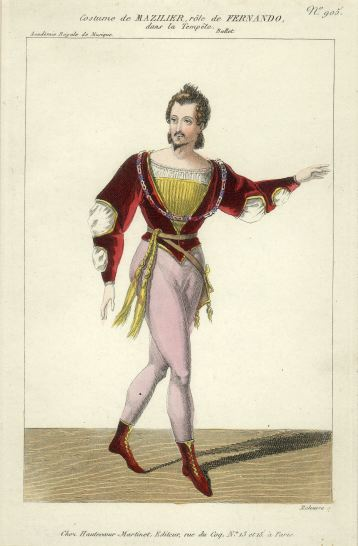
1835年、『嵐』 に出演するマジリエ。

ジョゼフ・マジリエ （Joseph Mazilier, 1801年3月1日 - 1868年5月19日） は、フランスのバレエダンサー、振付家である。
よく知られているのは、『パキータ』（1844年） と 『海賊』（1856年） を振付けたことである。また、彼は 『ラ・シルフィード』（1832年） のジェイムズ役を初演したことでも名を残している。

## 略歴
- 1801年、マルセイユに生まれる。
- リヨンやボルドーなどで踊った後、1830年にパリ･オペラ座でプルミエ･ダンスールの位置につく。
- 1839年から1851年、パリ･オペラ座のメートル･ド･バレエに就任する。
- 1851年から1852年、サンクトペテルブルクでメートル･ド･バレエに就任する。
- 1852年から1857年、再びパリ･オペラ座のメートル･ド･バレエに就任する。
- 1862年から1866年、リヨンでメートル･ド･バレエに就任する。
- 1866年から1867年、ブリュッセルでメートル･ド･バレエに就任する。
- 1868年、パリで死去。

## 主な振付作品
- 『ジプシー』 （1839年）
- 『Le Diable amoureux』 （1840年）
- 『Le Diable à Quatre』 （1845年）
- 『マルコ･スパダ』 （1857年）